# Moskiewski pierścień centralny
Moskiewski pierścień centralny (ros. Московское центральное кольцо) – okrężna linia kolei miejskiej w Moskwie oznaczana numerem 14 i kolorem biało-jasnoczerwonym, mająca 54 km długości i 31 stacji. Otwarcie miało miejsce 10 września 2016 roku. Formalnym operatorem linii jest Metro Moskiewskie, jednak przewozy realizowane są przez Koleje Rosyjskie. Pierścień centralny jest zintegrowany z metrem - jego trasa jest uwzględniona na schematach metra, obowiązuje ta sama taryfa biletowa, istnieje możliwość bezpłatnej przesiadki między obiema formami transportu (do 90 minut od skasowania biletu). Nitka styka się ze wszystkimi liniami metra oprócz linii Kolcewej, Butowskiej i kolei jednoszynowej.
Linia obsługiwana jest pociągami Siemens ES2G „Łastoczka”. W godzinach szczytu pociągi kursują w pięciominutowym takcie. Przejazd całej trasy trwa 90 minut.. Jest to jedna z trzech okólnych linii w Moskwie obok linii Kolcewej i budowanej linii Bolszej Kolcewej.

## Rozwój
| Data                 | Odcinek / Stacja          | Liczba stacji | Komentarz                                                            |
| -------------------- | ------------------------- | ------------- | -------------------------------------------------------------------- |
| 10 września 2016     | ↱ Okrużnaja – Łichobory ↲ | 26            | Bez stacji Sokolinaja Gora, Dubrowka, Koptewo, Zorge i Panfilowskaja |
| 11 października 2016 | Sokolinaja Gora, Dubrowka | 2             | —                                                                    |
| 1 listopada 2016     | Koptewo                   | 1             | —                                                                    |
| 4 listopada 2016     | Zorge                     | 1             | —                                                                    |
| 8 listopada 2016     | Panfilowskaja             | 1             | —                                                                    |

## Lista stacji
| #  | Nazwa (cyrylica)      | Nazwa (trb. łacińska) | Otwarcie | Możliwe przesiadki (linia)                       | Możliwe przesiadki (stacja)   |
| -- | --------------------- | --------------------- | -------- | ------------------------------------------------ | ----------------------------- |
| 1  | Окружная              | Okrużnaja             | 2016     | Lublinsko-Dmitrowskaja MCD-1                     | Okrużnaja Okrużnaja           |
| 2  | Владыкино             | Władykino             | 2016     | Sierpuchowsko-Timiriaziewskaja                   | Władykino                     |
| 3  | Ботанический сад      | Botaniczeskij sad     | 2016     | Kałużsko-Riżskaja                                | Botaniczeskij sad             |
| 4  | Ростокино             | Rostokino             | 2016     | —                                                | —                             |
| 5  | Белокаменная          | Biełokamiennaja       | 2016     | —                                                | —                             |
| 6  | Бульвар Рокоссовского | Bulwar Rokossowskogo  | 2016     | Sokolniczeskaja                                  | Bulwar Rokossowskogo          |
| 7  | Локомотив             | Łokomotiw             | 2016     | Sokolniczeskaja                                  | Czerkizowskaja                |
| 8  | Измайлово             | Izmajłowo             | 2016     | Arbatsko-Pokrowskaja                             | Partizanskaja                 |
| 9  | Соколиная Гора        | Sokolinaja Gora       | 2016     | —                                                | —                             |
| 10 | Шоссе Энтузиастов     | Szosse Entuziastow    | 2016     | Kalininskaja                                     | Szosse Entuziastow            |
| 11 | Андроновка            | Andronowka            | 2016     | MCD-3                                            | Andronowka                    |
| 12 | Нижегородская         | Niżegorodskaja        | 2016     | Niekrasowskaja MCD-4                             | Niżegorodskaja Niżegorodskaja |
| 13 | Новохохловская        | Nowochochłowskaja     | 2016     | MCD-2                                            | Nowochochłowskaja             |
| 14 | Угрешская             | Ugrieszskaja          | 2016     | Tagansko-Krasnopriesnienskaja                    | Wołgogradskij prospiekt       |
| 15 | Дубровка              | Dubrowka              | 2016     | Lublinsko-Dmitrowskaja                           | Dubrowka Kożuchowskaja        |
| 16 | Автозаводская         | Awtozawodskaja        | 2016     | Zamoskworieckaja                                 | Awtozawodskaja                |
| 17 | ЗИЛ                   | ZIŁ                   | 2016     | —                                                | —                             |
| 18 | Верхние Котлы         | Wierchnije Kotły      | 2016     | Sierpuchowsko-Timiriaziewskaja                   | Nagatinskaja                  |
| 19 | Крымская              | Krymskaja             | 2016     | —                                                | —                             |
| 20 | Площадь Гагарина      | Płoszczad´ Gagarina   | 2016     | Kałużsko-Riżskaja                                | Leninskij prospiekt           |
| 21 | Лужники               | Łużniki               | 2016     | Sokolniczeskaja                                  | Sportiwnaja                   |
| 22 | Кутузовская           | Kutuzowskaja          | 2016     | Filowskaja                                       | Kutuzowskaja                  |
| 23 | Деловой центр         | Diełowoj centr        | 2016     | Filowskaja MCD-1                                 | Meżdunarodnaja Testowskaja    |
| 24 | Шелепиха              | Szelepicha            | 2016     | Bolszaja Kolcewaja MCD-1                         | Szelepicha Testowskaja        |
| 25 | Хорошёво              | Choroszowo            | 2016     | Tagansko-Krasnopriesnienskaja Bolszaja Kolcewaja | Poleżajewskaja Choroszowskaja |
| 26 | Зорге                 | Zorgie                | 2016     | Tagansko-Krasnopriesnienskaja                    | Oktiabr´skoje pole            |
| 27 | Панфиловская          | Panfiłowskaja         | 2016     | Tagansko-Krasnopriesnienskaja                    | Oktiabr´skoje pole            |
| 28 | Стрешнево             | Strieszniewo          | 2016     | Zamoskworieckaja MCD-2                           | Wojkowskaja Streszniewo       |
| 29 | Балтийская            | Bałtijskaja           | 2016     | Zamoskworieckaja                                 | Wojkowskaja                   |
| 30 | Коптево               | Koptiewo              | 2016     | —                                                | —                             |
| 31 | Лихоборы              | Lichobory             | 2016     | MCD-3                                            | Lichobory                     |